# 阿尔乔姆·普罗科菲耶夫
阿尔乔姆·维亚切斯拉沃维奇·普罗科菲耶夫（羅馬化：Artyom Vyacheslavovich Prokof'yev；1983年12月31日—）是俄罗斯政治人物，第八届国家杜马代表。
2002年至2004年，普罗科菲耶夫担任鞑靼斯坦共和国学生联盟鞑靼斯坦学生政治俱乐部副主席。2007年至2009年，他担任国家杜马议员奥列格·库利科夫助理。2009年至2021年，任第四届、第五届、第六届鞑靼斯坦共和国国务委员会代表。2011年至2014年，他担任国家杜马议员维克托·佩什科夫的助理。2021年9月起担任第八届国家杜马代表。

## 制裁
普罗科菲耶夫于2022年因俄乌战争而受到英国政府制裁。